# Mary, Mary, Quite Contrary
«Mary, Mary, Quite Contrary» — популярная английская детская песенка-потешка. Имеет религиозную и историческую подоплёку, но её происхождение и значение оспариваются. Согласно «Индексу народных песен Роуда» (англ. Roud Folk Song Index) имеет номер 19626.

## Наиболее распространенная версия
Английский оригинал:

Mary, Mary, quite contrary,
How does your garden grow?
With silver bells, and cockle shells,
And pretty maids all in a row.
— 
Дословный русский перевод:

Мэри, Мэри, упрямица,
Как растёт твой сад
С серебряными колокольчиками, ракушками сердцевидки
И красавицами-девицами в ряд?

Самая старая из известных версий была издана в «Книге милых песен Томми Тумба» (англ. Tommy Thumb's Pretty Song Book) (1744 год):

Mistress Mary, Quite contrary,
How does your garden grow?
With Silver Bells, And Cockle Shells,
And so my garden grows.
— 

## Интерпретации
Как многие детские потешки, имеет объяснения, связанные с английской историей.
В данном случае «серебряные колокола» представляют религиозную аллегорию католицизма. «Раковины моллюсков» здесь символизируют значки, носимые паломниками к могиле Апостола Иакова в Испании (Сантьяго-де-Компостела), а «симпатичные девицы» — монахинь. Однако в интерпретациях различных исследователей нет единого мнения, является ли потешка плачем по утраченному влиянию католицизма в Англии, с надеждой на его восстановление или радостью в связи с его отменой.
Со стихотворным образом Мэри связывается Мария, королева Шотландии, с образом сада — религиозная сфера, на которую она пыталась повлиять, будучи сторонницей Римско-католической церкви. «Раковины моллюска» (также символизирующие неверность) могли означать, что муж ей изменял с другими, а «симпатичные девицы» были аллегорией «четырёх Марий» — юных фрейлин королевы, дочерей шотландских аристократов. По другой интерпретации Мэри идентифицируют с Марией I Английской: по тем же причинам, что и для её шотландской тёзки. Вопрос, задаваемый о «саде», в данном случае мог иметь значение насмешки над тем, что королева не родила наследников для трона («сад» как символ лона), или политическую идею о том, что Англия стала религиозным вассалом («огородом») испанских Габсбургов. Также упоминание о «саде» может быть каламбуром-аллюзией на главу правительства Стефана Гардинера (чья фамилия переводится как «садовник»). «Противность» Мэри могла указывать на её неудачную попытку полностью искоренить религиозные нововведения её отца, Генриха VIII, и её брата Эдуарда VI. «Симпатичные девицы» могли означать как выкидышей, так и казнь леди Джейн Грей после прихода Марии к власти; «девичьи ряды», вероятно, также символизировали казни и преследования протестантов, а «серебряные колокола и раковины моллюска» в этом контексте — жаргонные названия инструментов для пыток.
В то же время скептики утверждают, что отнесение времени появления потешки к XVI столетию, когда правили Мария I и Мария Стюарт, спорно, поскольку она была впервые записана только в XVIII веке.

## Культурное влияние

### В литературе
- Книга Фрэнсис Элизы Бёрнетт «Таинственный сад» содержит строчку одного из вариантов потешки: «И ноготки все в ряд». Имя главной героини и её прозвище также явно отсылаются к ней.
- «Дева и цыган» Д. Г. Лоуренса
- Рассказ «Как всё чудесно в вашем садочке…» из сборника Агаты Кристи «Ранние дела Пуаро».
- В романе Джаспера Ффорде «Big Over Easy», где сержант-детектив Мэри Мэри присоединяется к Детскому криминальному подразделению полицейского управления Рединга, помогая инспектору-детективу Джеку Спрэтту расследовать убийство Хампердинка («Хампти») Дампти.
- Потешка также пародировалась в сборнике детских стихов Роальда Даля «Rhyme Stew».

### В кинематографе
- Используется Мэри Уилсон в американском фильме 1934 года «Babes in Toyland».
- «Pretty Maids All in a Row» — американское кино 1971 года, с Рок Хадсоном и Энджи Дикинсон в главных ролях.
- В фильме «Rudy» (1993 год), пьяный главный герой говорит начальные строчки потешки девочке по имени Мэри.
- В фильме «In The Secret Garden» (1993 год), дети поют потешку на вокзале, высмеивая Мэри Леннокс.
- В исполнении группы «Can» появляется в саундтреке к фильму Норвежский лес.
- В сериале «Телепузики» цветок напевает потешку в песне «Teletubbies say „Eh-oh!“».
- В сериале «Poirot» сезон 3, эпизод 2 «How Does Your Garden Grow» Эркюль Пуаро цитирует потешку Мисс Лемон после того, как находит серебряный колокольчик в клумбе.

### В музыке
- Песня «Mary, Mary So Contrary» из альбома «Monster Movie» рок-группы «Can».
- Песня «Pretty Maids All in a Row» группы «Eagles».
- «Mary, Mary, quite contrary» — последняя строка из песни «Mary Mary» группы «Chumbawamba».
- Британская панк-рок группа «The Addicts» пародирует стишок в своей песне «Mary Whitehouse».
- Песня группы «Oasis», «Live Forever» открывается лирическим вступлением: «Может, я и правда не хочу знать, Как растёт твой сад».
- Альбому 1998 года рок-трио «Better Than Ezra» было дано название «How Does Your Garden Grow?» (Как Ваш сад растёт?)
- В песне Майкла Франти «Ganja Babe» есть строчка «Mary, Mary, Quite Contrary. How Does Your Garden Grow?»
- В песне «Mary, Mary» шведской певцы Ребекки Торнквист стишок используется в качестве рефрена.
- Песня «Love is a Good Thing» Шерил Кроу, в рефрене содержит строчку «Mary, Mary quite contrary, close the door now, it’s much too scary» («Мэри, Мэри, совсем не такая, закрой сейчас же дверь, это очень страшно»).
- Песня «Big Eight» певца Джаджа Дреда (Judge Dread) включает строчку «Mary, Mary quite contrary, why you look so fine? Cause I’ve had a visit from Judge Dread and he’s given me big nine» ("Мэри, Мэри, совсем не такая, почему Вы выглядите так хорошо? Причина: меня посетил Джадж Дред и он дал мне «Big Eight»)
- Песня «Jibber and Twitch» из альбома «The Seaside» английской группы «Cardiacs» содержит строки: «С серебряными колоколами и раковинами моллюска и симпатичными девицами, которые все в ряд»
- В песне «Lie» из альбома «Awake» рок-группы «Dream Theater» имеется строчка «Mary, Mary, quite contrary».